# Benyllus geniatus
Benyllus geniatus là một loài tò vò trong họ Ichneumonidae.